# Lista generałów wojny secesyjnej
Lista generałów wojny secesyjnej w latach 1861–1865

## Generałowie Unii

### A
- John Joseph Abercrombie
- Robert Allen
- Benjamin Alvord
- Adelbert Ames
- Jacob Ammen
- Robert Anderson
- Christopher Columbus Andrews
- George Leonard Andrews
- Lewis Golding Arnold
- Richard Arnold
- Chester A. Arthur
- Alexander Sandor Asboth
- Christopher Columbus Augur
- William Woods Averell
- Romeyn Beck Ayres

### B
- Joseph Bailey
- Absalom Baird
- Edward Dickinson Baker
- Lafayette C. Baker
- Joseph Pope Balch
- Nathaniel Prentiss Banks
- Francis C. Barlow
- John Gross Barnard
- James Barnes
- Joseph Barnes
- Henry Alanson Barnum
- William Farquhar Barry
- Joseph Jackson Bartlett
- William Francis Bartlett
- Henry Baxter
- George Dashiell Bayard
- George Lafayette Beal
- John Beatty
- Samuel Beatty
- William Worth Belknap
- Henry Washington Benham
- William Plummer Benton
- Hiram George Berry
- Daniel Davidson Bidwell
- Henry Warner Birge
- David B. Birney
- William Birney
- Francis Preston Blair
- Louis Blenker
- James G. Blunt
- Henry Bohlen
- James Bowen
- Jeremiah Tilford Boyle
- Luther Prentice Bradley
- Edward S. Bragg
- John Milton Brannan
- Mason Brayman
- Henry Shaw Briggs
- Benjamin Brice
- Roeliff Brinkerhoff
- James Sanks Brisbin
- John Rutter Brooke
- William T.H. Brooks
- Egbert Benson Brown
- Robert C. Buchanan
- Catharinus Putnam Buckingham
- Ralph P. Buckland
- Don Carlos Buell
- John Buford
- Napoleon Bonaparte Buford
- Stephen Gano Burbridge
- Hiram Burnham
- William Wallace Burns
- Ambrose Everett Burnside
- Cyrus Bussey
- Richard Busteed
- Benjamin Franklin Butler
- Daniel Butterfield

### C
- George Cadwalader
- John C. Caldwell
- Robert Alexander Cameron
- Charles Thomas Campbell
- William Bowen Campbell
- Edward Richard Sprigg Canby
- James Henry Carleton
- William Passmore Carlin
- Eugene Asa Carr
- Joseph Bradford Carr
- Henry Beebee Carrington
- Samuel S. Carroll
- Samuel Powhatan Carter
- Silas Casey
- Robert Francis Catterson
- Joshua Lawrence Chamberlain
- Alexander Chambers
- Stephen Gardner Champlin
- Edward Payson Chapin
- George Henry Chapman
- Augustus Louis Chetlain
- Morgan Henry Chrysler
- William Thomas Clark
- Cassius Marcellus Clay
- Powell Clayton
- Gustave Paul Cluseret
- John Cochrane
- Patrick Edward Connor
- Selden Connor
- John Cook
- Philip St. George Cooke
- James Cooper
- Joseph Alexander Cooper
- Joseph Tarr Copeland
- Michael Corcoran
- John Murray Corse
- Darius Nash Couch
- Robert Cowdin
- Jacob Dolson Cox
- James Craig
- Samuel Wylie Crawford
- Thomas Leonidas Crittenden
- Thomas Turpin Crittenden
- Marcellus Monroe Crocker
- George Crook
- John Thomas Croxton
- Charles Cruft
- George Washington Cullum
- Newton Martin Curtis
- Samuel Ryan Curtis
- George Armstrong Custer
- Lysander Cutler

### D
- Napoleon Jackson Tecumseh Dana
- John Wynn Davidson
- Henry Eugene Davies
- Thomas Alfred Davies
- Edmund J. Davis
- Jefferson Columbus Davis
- Richard Delafield
- Elias Smith Dennis
- Frederick Tracy Dent
- James W. Denver
- John Watts de Peyster
- Gustavus Adolphus Derussy
- Régis de Trobriand
- Charles Devens
- Thomas Devin
- Joel Dewey
- George Dietzler
- John Adams Dix
- Charles Cleveland Dodge
- Grenville M. Dodge
- Charles Doolittle
- Abner Doubleday
- Neal Dow
- Alfred Napoleon Alexander Duffie
- William Ward Duffield
- Ebenezer Dumont
- Abram Duryee
- Isaac H. Duval
- William Dwight
- Alexander Brydie Dyer

### E
- Amos Beebe Eaton
- John Eaton
- John Edwards
- Oliver Edwards
- Thomas Wilberforce Egan
- Alfred W. Ellet
- Washington Lafayette Elliott
- William H. Emory
- George Peabody Estey
- Henry Lawrence Eustis
- Charles Ewing
- Hugh Boyle Ewing
- Thomas Ewing Jr.

### F
- Lucius Fairchild
- Elon J. Farnsworth
- John F. Farnsworth
- Edward Ferrero
- Orris S. Ferry
- Francis Fessenden
- James Deering Fessenden
- Clinton B. Fisk
- Manning Force
- James W. Forsyth
- John G. Foster
- Robert Sanford Foster
- William B. Franklin
- John C. Fremont
- William H. French
- James Barnet Fry
- Speed S. Fry
- John Wallace Fuller

### G
- William Gamble
- James Abram Garfield
- Kenner Garrard
- Theophilus Toulmin Garrard
- Augustus Eugene Gauntry
- John W. Geary
- George W. Getty
- John Gibbon
- Alfred Gibbs
- Charles Champion Gilbert
- James Isham Gilbert
- Alvan Cullem Gillem
- Quincy Adams Gillmore
- George Henry Gordon
- Willis A. Gorman
- Charles Kinnaird Graham
- Lawrence Pike Graham
- Gordon Granger
- Robert S. Granger
- Lewis A. Grant
- Ulysses S. Grant
- George S. Greene
- David McMurtrie Gregg
- Walter Q. Gresham
- Benjamin Grierson
- Charles Griffin
- Simon Goodell Griffin
- William Grose
- Cuvier Grover

### H
- Pleasant A. Hackleman
- Henry Wager Halleck
- Joseph Eldridge Hamblin
- Andrew J. Hamilton
- Charles Smith Hamilton
- Schuyler Hamilton
- Cyrus Hamlin
- William Alexander Hammond
- Winfield Scott Hancock
- James Allen Hardie
- Martin Davis Hardin
- Abner Clark Harding
- Charles Garrison Harker
- Edward Harland
- William S. Harney
- Thomas Maley Harris
- Benjamin Harrison
- William Harrow
- John F. Hartranft
- George L. Hartsuff
- Milo S. Hascall
- Joseph Abel Haskin
- Edward Hatch
- John Porter Hatch
- Herman Haupt
- John Parker Hawkins
- Joseph Hayes
- Rutherford B. Hayes
- Isham N. Haynie
- Alexander Hays
- William Hays
- William Babcock Hazen
- Charles Adam Heckman
- Samuel P. Heintzelman
- Francis Jay Herron
- Edward Winslow Hinks
- Ethan A. Hitchcock
- Edward H. Hobson
- Joseph Holt
- Joseph Hooker
- Alvin P. Hovey
- Charles Edward Hovey
- Oliver Otis Howard
- Albion P. Howe
- Joshua B. Howell
- Joseph Roswell Howley
- Andrew A. Humphreys
- Henry Jackson Hunt
- Lewis Cass Hunt
- David Hunter
- Stephen A. Hurlbut

### I
- Rufus Ingalls

### J
- Conrad Feger Jackson
- James S. Jackson
- Nathaniel James Jackson
- Richard Henry Jackson
- Charles Davis Jameson
- Andrew Johnson
- Richard W. Johnson
- Patrick Henry Jones
- Henry M. Judah

### K
- Thomas L. Kane
- August Kautz
- Philip Kearny
- William High Keim
- Benjamin Franklin Kelley
- John R. Kenly
- John H. Ketcham
- William Scott Ketchum
- Erasmus D. Keyes
- James Lawlor Kiernan
- Hugh Judson Kilpatrick
- Nathan Kimball
- John Haskell King
- Rufus King
- Edmund Kirby
- Edward N. Kirk
- Joseph Farmer Knipe
- Włodzimierz Krzyżanowski

### L
- Frederick W. Lander
- James Henry Lane
- Jacob G. Lauman
- Michael Kelly Lawler
- James H. Ledlie
- Albert Lindley Lee
- Mortimer Dormer Leggett
- Joseph Andrew Jackson Lightburn
- Henry Hayes Lockwood
- John A. Logan
- Eli Long
- Thomas John Lucas
- Nathaniel Lyon
- William Haines Lytle

### M
- Ranald S. Mackenzie
- Jasper Adalmorn Maltby
- Joseph K. Mansfield
- Mahlon Dickerson Manson
- Randolph B. Marcy
- Gillman Marston
- John Henry Martindale
- John Sanford Mason
- John L. Matthies
- John McArthur
- George A. McCall
- George B. McClellan
- John Alexander McClernand
- Alexander McDowell McCook
- Daniel McCook
- Edward M. McCook
- Robert Latimer McCook
- Irvin McDowell
- George Francis McGinnis
- John Baillie McIntosh
- Thomas Jefferson McKean
- Justus McKinstry
- Nathaniel Collins McLean
- James Winning McMillan
- John McNeil
- James B. McPherson
- George Gordon Meade
- Thomas Francis Meagher
- Montgomery C. Meigs
- Solomon Meredith
- Sullivan Amory Meredith
- Wesley Merritt
- Nelson A. Miles
- John Franklin Miller
- Stephen Miller
- Robert H. Milroy
- Ormsby M. Mitchel
- John Grant Mitchell
- Robert Byington Mitchell
- William Reading Montgomery
- George W. Morell
- Charles Hale Morgan
- Edwin D. Morgan
- George W. Morgan
- James Dada Morgan
- Thomas A. Morris
- William Hopkins Morris
- James St. Clair Morton
- Gershom Mott
- Joseph A. Mower

### N
- James Nagle
- Henry Morris Naglee
- James S. Negley
- Thomas Hewson Neill
- William „Bull” Nelson
- John Newton
- Franklin Stillman Nickerson

### O
- Richard James Oglesby
- John Morrison Oliver
- Emerson Opdycke
- Edward Ord
- William Ward Orme
- Thomas Ogden Osborn
- Peter J. Osterhaus
- Joshua Thomas Owen

### P
- Charles Jackson Paine
- Eleazar Arthur Paine
- Halbert E. Paine
- Francis Winthrop Palfrey
- Innis N. Palmer
- John M. Palmer (polityk)
- John Parke
- Lewis Baldwin Parsons
- Marsena R. Patrick
- Francis Engle Patterson
- Gabriel Rene Paul
- John J. Peck
- Galusha Pennypacker
- William Henry Penrose
- John S. Phelps
- John W. Phelps
- Abram Sanders Piatt
- Byron Root Pierce
- William A. Pile
- Thomas Gamble Pitcher
- Alfred Pleasonton
- Joseph Bennett Plummer
- Orlando Poe
- John Pope
- Andrew Porter
- Fitz John Porter
- Edward Elmer Potter
- Joseph Haydn Potter
- Robert Brown Potter
- Benjamin Franklin Potts
- William Henry Powell
- Calvin Edward Pratt
- Benjamin Prentiss
- Henry Prince

### Q
- Isaac Ferdinand Quinby

### R
- George Douglas Ramsay
- Thomas E.G. Ransom
- Green Berry Raum
- John Aaron Rawlins
- Hugh Thompson Reid
- James William Reilly
- Jesse L. Reno
- Joseph Warren Revere
- John Fulton Reynolds
- Joseph J. Reynolds
- Americus V. Rice
- Elliott Warren Rice
- James Clay Rice
- Samuel Allen Rice
- Israel B. Richardson
- James B. Ricketts
- James Wolfe Ripley
- Benjamin S. Roberts
- James S. Robinson
- John C. Robinson
- Isaac P. Rodman
- William S. Rosecrans
- Leonard Fulton Ross
- Lovell Rousseau
- Thomas Algeo Rowley
- Daniel Henry Rucker
- Thomas H. Ruger
- David Allen Russell

### S
- Frederic C. Salomon
- John Benjamin Salomon
- William Price Sanders
- Rufus Saxton
- Eliakim P. Scammon
- Robert Cumming Schenck
- Alexander Schimmelfennig
- Albin F. Schoepf
- John Schofield
- Carl Schurz
- Robert Kingston Scott
- Winfield Scott
- John Sedgwick
- William Henry Seward Jr.
- Truman Seymour
- James M. Shackelford
- Alexander Shaler
- Isaac Fitzgerald Shepard
- George F. Shepley
- Philip Sheridan
- Francis Trowbridge Sherman
- Thomas W. Sherman
- William Tecumseh Sherman
- James Shields
- Henry Hastings Sibley
- Daniel Sickles
- Franz Sigel
- Joshua W. Sill
- James Richard Slack
- Adam J. Slemmer
- Henry Warner Slocum
- John P. Slough
- Andrew Jackson Smith
- Charles Ferguson Smith
- Giles A. Smith
- Green Clay Smith
- John Eugene Smith
- Morgan Lewis Smith
- Thomas Church Haskell Smith
- Thomas Kilby Smith
- William Farrar Smith
- William Sooy Smith
- Thomas Alfred Smyth
- James Gallant Spears
- Francis Barretto Spinola
- John Wilson Sprague
- Julius Stahel
- David S. Stanley
- George J. Stannard
- John Converse Starkweather
- James B. Steedman
- Frederick Steele
- Isaac Stevens
- John Dunlap Stevenson
- Thomas Greely Stevenson
- James Hughes Stokes
- Charles John Stolbrand
- Charles Pomeroy Stone
- George Stoneman
- Edwin H. Stoughton
- George Crockett Strong
- William Kerley Strong
- David Stuart
- Frederick Shearer Stumbaugh
- Samuel Davis Sturgis
- Jeremiah Cutler Sullivan
- Alfred Sully
- Edwin Vose Sumner
- Wager Swayne
- Thomas William Sweeny
- George Sykes

### T
- George William Taylor
- Joseph Pannell Taylor
- Nelson Taylor
- William R. Terrill
- Alfred Terry
- Henry Dwight Terry
- John Milton Thayer
- George Henry Thomas
- Henry Goddard Thomas
- Lorenzo Thomas
- Stephen Thomas
- Charles Mynn Thruston
- William B. Tibbits
- Davis Tillson
- John Blair Smith Todd
- Alfred Thomas Archimedes Torbert
- Joseph Gilbert Totten
- Zealous Bates Tower
- John Turchin
- John Wesley Turner
- James Madison Tuttle
- Daniel Tyler
- Erastus Tyler
- Robert Ogden Tyler
- Hector Tyndale

### U
- Daniel Ullmann
- Adin Ballou Underwood
- Emory Upton

### V
- James Henry Van Allen
- Horatio Phillips Van Cleve
- Ferdinand Van Derveer
- William Vandever
- Stewart Van Vliet
- Charles Van Wyck
- James C. Veatch
- Egbert Ludovicus Viele
- Strong Vincent
- Francis Laurens Vinton
- Israel Vogdes
- Adolph von Steinwehr

### W
- Melancthon S. Wade
- James S. Wadsworth
- George Day Wagner
- Charles C. Walcutt
- Lew Wallace
- William Harvey Lamb Wallace
- John Henry Hobart Ward
- William Thomas Ward
- James M. Warner
- Gouverneur K. Warren
- Cadwallader C. Washburn
- Louis Douglass Watkins
- Alexander S. Webb
- Max Weber
- Joseph Dana Webster
- Stephen H. Weed
- Godfrey Weitzel
- William Wells
- Thomas Welsh
- Henry Walton Wessels
- Joseph R. West
- Frank Wheaton
- Amiel Weeks Whipple
- William Denison Whipple
- Walter Chiles Whitaker
- Julius White
- Edward A. Wild
- Orlando Bolivar Willcox
- Alpheus S. Williams
- David Henry Williams
- Nelson Grosvenor Williams
- Seth Williams
- Thomas Williams
- James Alexander Williamson
- August Willich
- James H. Wilson
- Isaac J. Wistar
- Thomas J. Wood
- Daniel Phineas Woodbury
- Charles Robert Woods
- William Burnham Woods
- John E. Wool
- George Wright
- Horatio Wright

### Z
- Samuel Kościuszko Zook

## Generałowie Konfederacji

### A
- Daniel Weisiger Adams
- John Adams
- William Wirt Adams
- James L. Alcorn
- Edward Porter Alexander
- Henry Watkins Allen
- William W. Allen
- George B. Anderson
- George T. Anderson
- James Patton Anderson
- Joseph R. Anderson
- Richard H. Anderson
- Robert H. Anderson
- James J. Archer
- Lewis Addison Armistead
- Frank Crawford Armstrong
- Turner Ashby

### B
- Arthur P. Bagby Jr.
- Alpheus Baker
- Laurence S. Baker
- William Edwin Baldwin
- William Barksdale
- Rufus Barringer
- Seth Barton
- Francis S. Bartow
- William Brimage Bate
- Cullen A. Battle
- Richard Lee Turberville Beale
- Lloyd J. Beall (dowódca Confederate States Marine Corps)
- William Beall
- Pierre Beauregard
- Barnard E. Bee Jr.
- Hamilton Prioleau Bee
- Henry Benning
- Albert G. Blanchard
- William R. Boggs
- Milledge Luke Bonham
- Solon Borland
- John Stevens Bowen
- Pinckney Downie Bowles
- Braxton Bragg
- Lawrence O’Bryan Branch
- William F. Brantley
- John Bratton
- John C. Breckinridge
- John Calvin Brown
- John Henry Brown
- William Montague Browne
- Goode Bryan
- Simon Bolivar Buckner Sr.
- Abraham Buford
- Robert Bullock
- Matthew Calbraith Butler

### C
- William L. Cabell
- Ellison Capers
- William Henry Carroll
- John C. Carter
- James R. Chalmers
- John R. Chambliss
- Augustus A. Chapman
- Benjamin F. Cheatham
- James Chesnut
- Robert H. Chilton
- Thomas J. Churchill
- Edward Clark
- John Bullock Clark
- John Bullock Clark Jr.
- Henry DeLamar Clayton
- Patrick Cleburne
- Thomas Lanier Clingman
- Howell Cobb
- Thomas Reade Rootes Cobb
- Francis Cockrell
- Alfred Holt Colquitt
- Raleigh E. Colston
- John Rogers Cooke
- Douglas H. Cooper
- Samuel Cooper
- Montgomery D. Corse
- William Ruffin Cox
- James Craig
- George Bibb Crittenden
- George B. Crosby
- Alfred Cumming

### D
- Charles G. Dahlgren
- Junius Daniel
- Henry B. Davidson
- Jefferson Davis
- Joseph R. Davis
- Reuben Davis
- James Dearing
- Zachariah C. Deas
- James Deshler
- George Gibbs Dibrell
- Thomas P. Dockery
- George Pierce Doles
- Daniel Smith Donelson
- Thomas Drayton
- Dudley M. Du Bose
- Basil W. Duke
- Johnson K. Duncan

### E
- Jubal Anderson Early
- John Echols
- Mathew Ector
- Arnold Elzey
- Clement A. Evans
- Nathan G. Evans
- Richard Ewell

### F
- James F. Fagan
- Charles J. Faulkner
- Winfield S. Featherston
- Samuel W. Ferguson
- Charles W. Field
- Joseph Finegan
- Jesse Johnson Finley
- John B. Floyd
- John H. Forney
- William Henry Forney
- Nathan Bedford Forrest
- John W. Frazer
- Samuel Gibbs French
- Daniel M. Frost
- Birkett Davenport Fry

### G
- Richard Montgomery Gano
- Franklin Gardner
- William M. Gardner
- Samuel Garland Jr.
- Richard B. Garnett
- Robert S. Garnett
- Lucius Jeremiah Gartrell
- Martin Witherspoon Gary
- Richard C. Gatlin
- Samuel J. Gholson
- Randall Lee Gibson
- Jeremy F. Gilmer
- States Rights Gist
- A.H. Gladden
- James M. Goggin
- George Washington Gordon
- James B. Gordon
- John B. Gordon
- Josiah Gorgas
- Daniel C. Govan
- Archibald Gracie Jr.
- Hiram B. Granbury
- John B. Grayson
- Martin E. Green
- Thomas Green
- Elkanah Greer
- John Gregg
- Maxcy Gregg
- Richard Griffith
- Bryan Grimes
- Walter Gwynn

### H
- Johnson Hagood
- Wade Hampton III
- Roger Hanson
- William Hardee
- Robert Hopkins Hatton
- James Morrison Hawes
- Alexander T. Hawthorn
- Harry T. Hays
- Louis Hébert
- Paul Octave Hébert
- Benjamin Hardin Helm
- Henry Heth
- Ambrose Powell Hill
- Daniel Harvey Hill
- Thomas C. Hindman
- Robert Hoke
- Theophilus H. Holmes
- James T. Holtzclaw
- John Bell Hood
- Benjamin Huger
- Benjamin Grubb Humphreys
- Eppa Hunton

### I
- John D. Imboden
- Alfred Iverson Jr.

### J
- Henry R. Jackson
- John K. Jackson
- Thomas „Stonewall” Jackson
- William Hicks Jackson
- Albert Gallatin Jenkins
- Micah Jenkins
- Adam Johnson
- Bradley T. Johnson
- Bushrod R. Johnson
- Edward Johnson
- Albert Sidney Johnston
- George D. Johnston
- Joseph E. Johnston
- Robert D. Johnston
- David R. Jones
- John M. Jones
- John R. Jones
- Sam Jones
- William E. Jones
- Thomas Jordan

### K
- John H. Kelly
- James L. Kemper
- John Doby Kennedy
- Joseph Brevard Kershaw
- William W. Kirkland

### L
- James H. Lane
- Walter P. Lane
- Evander M. Law
- Alexander R. Lawton
- Danville Leadbetter
- Edwin Gray Lee
- Fitzhugh Lee
- George Washington Custis Lee
- Robert E. Lee
- Stephen D. Lee
- William Henry Fitzhugh Lee
- Joseph Horace Lewis
- William G. Lewis
- St. John Richardson Liddell
- Robert D. Lilley
- Thomas M. Logan
- Lunsford L. Lomax
- Armistead L. Long
- James Longstreet
- William W. Loring
- Mansfield Lovell
- Mark P. Lowrey
- Robert Lowry
- Philip N. Luckett
- Hylan B. Lyon

### M
- James H. McBride
- John McCausland
- William McComb
- John P. McCown
- Ben McCulloch
- Henry Eustace McCulloch
- Samuel McGowan
- James M. McIntosh
- Lafayette McLaws
- Evander McNair
- Dandridge McRae
- William W. Mackall
- John B. Magruder
- William Mahone
- James Patrick Major
- George Maney
- Arthur M. Manigault
- Camille Armand Jules Marie, książę de Polignac
- James Green Martin
- William T. Martin
- John S. Marmaduke
- Humphrey Marshall
- Dabney Herndon Maury
- Samuel B. Maxey
- Hugh Weedon Mercer
- William Miller
- John C. Moore
- John Hunt Morgan
- John Tyler Morgan
- John S. Mosby
- Alfred Mouton

### N
- Allison Nelson
- Francis Redding Tillou Nicholls
- Lucius B. Northrop

### O
- Edward Asbury O’Neal

### P
- Richard Lucian Page
- Joseph B. Palmer
- Mosby Parsons
- William H.F. Payne
- Nicholas Bartlett Pearce
- William R. Peck
- John Pegram
- John C. Pemberton
- William N. Pendleton
- William Dorsey Pender
- Abner Monroe Perrin
- Edward Aylesworth Perry
- J. Johnston Pettigrew
- Edmund Winston Pettus
- George Pickett
- Albert Pike
- Gideon J. Pillow
- Leonidas Polk
- Lucius E. Polk
- Carnot Posey
- Sterling Price
- William Preston
- Roger Atkinson Pryor

### Q
- William Andrew Quarles

### R
- Gabriel J. Rains
- James Edward Rains
- James S. Rains
- Stephen Dodson Ramseur
- George Wythe Randolph
- Matt Whitaker Ransom
- Robert Ransom Jr.
- Alexander W. Reynolds
- Daniel H. Reynolds
- Roswell Ripley
- John Selden Roane
- Beverly Robertson
- Felix Huston Robertson
- Jerome Bonaparte Robertson
- Phillip Roddey
- Robert E. Rodes
- Lawrence Sullivan Ross
- Thomas L. Rosser
- Daniel Ruggles
- Albert Rust

### S
- Alfred Moore Scales
- Thomas M. Scott
- William Read Scurry
- Claudius W. Sears
- Paul Jones Semmes
- Raphael Semmes
- Jacob H. Sharp
- Joseph Orville Shelby
- Charles M. Shelley
- Francis A. Shoup
- Henry Hopkins Sibley
- William Y. Slack
- James E. Slaughter
- Edmund Kirby Smith
- Gustavus Woodson Smith
- James A. Smith
- Martin L. Smith
- Preston Smith
- Thomas B. Smith
- William „Extra Billy” Smith
- Gilbert Moxley Sorrel
- Hezekiah G. Spruill
- Leroy A. Stafford
- William E. Starke
- William Steele
- George H. Steuart
- Walter H. Stevens
- Carter L. Stevenson
- Alexander P. Stewart
- Marcellus A. Stovall
- Otho F. Strahl
- J.E.B. Stuart

### T
- William B. Taliaferro
- James C. Tappan
- M.D.K. Taylor
- Richard Taylor
- James B. Terrill
- William Terry
- William R. Terry
- Bryan M. Thomas
- Edward L. Thomas
- M. Jeff Thompson
- Lloyd Tilghman
- Robert A. Toombs
- James H. Trapier
- Isaac R. Trimble
- David Emanuel Twiggs

### V
- Robert B. Vance
- Earl Van Dorn
- John Bordenave Villepigue

### W
- Henry H. Walker
- James Alexander Walker
- John George Walker
- Leroy Pope Walker
- Lucius M. Walker
- Reuben Lindsay Walker
- William H.T. Walker
- Edward Cary Walthall
- Stand Watie
- Henry C. Wayne
- Absolom M. West
- Gabriel C. Wharton
- John A. Wharton
- Joseph Wheeler
- John Wilkins Whitfield
- William Henry Chase Whiting
- Williams Carter Wickham
- Louis Trezevant Wigfall
- John Stuart Williams
- Cadmus M. Wilcox
- Charles S. Winder
- John H. Winder
- Henry A. Wise
- Jones M. Withers
- William T. Wofford
- S.A.M. Wood
- Ambrose R. Wright
- Marcus Joseph Wright

### Y
- Zebulon York
- Pierce Manning Butler Young

### Z
- Felix Zollicoffer